# 要塞舰队

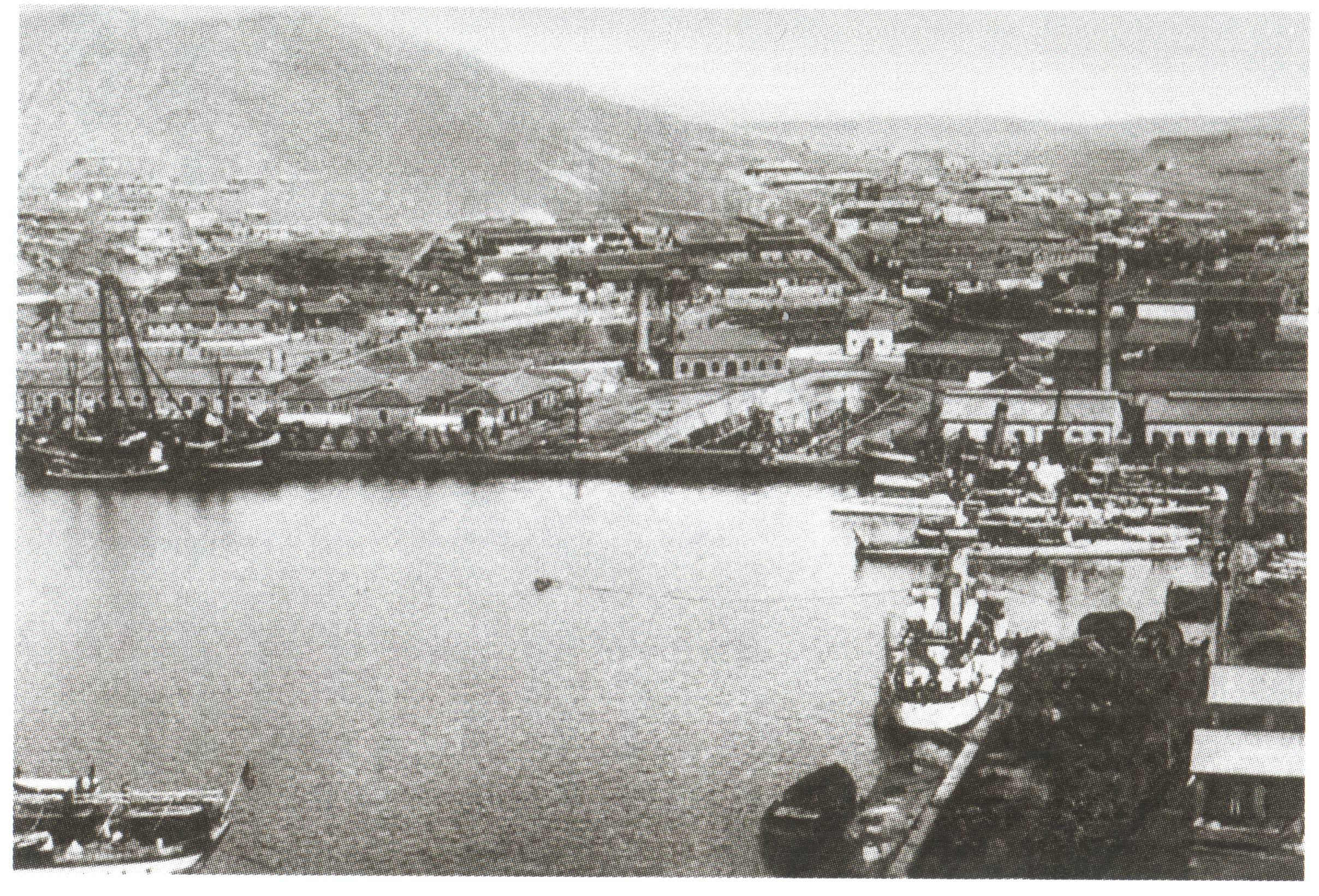
旅順港內的要塞艦隊

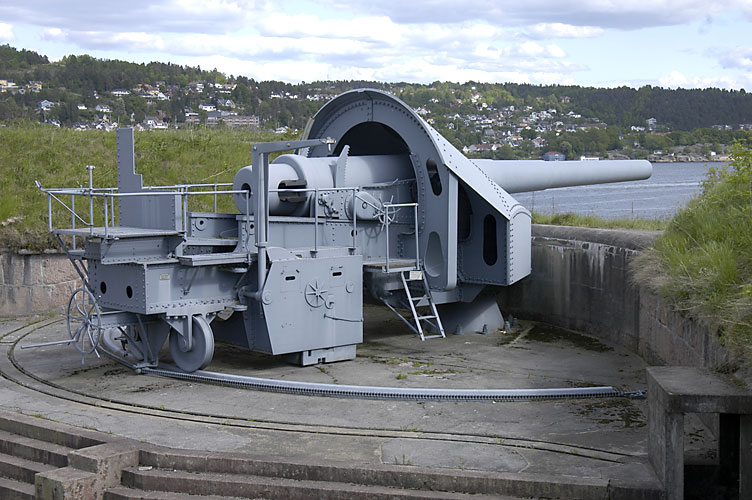
守護海岸的要塞砲

要塞舰队（Fortress Fleet）是海軍戰略理論之一，指一支海軍艦隊對某一片海域施加影響力，但本身攻擊力並不強大而是依賴岸基要塞的火力共同作戰，形成完整作戰系統。
這一概念最早出現在馬漢的海權論著作中。他在分析日俄戰爭時，將艦隊分為兩種類型：要塞艦隊和存在艦隊。其指出存在艦隊理論理解為可完全脫離基地、要塞而存在，僅將要塞視為艦隊的供應基地，要塞舰队則是更弱的艦隊，配合岸上火力共同作戰的配合者角色。這兩種艦隊都不夠強大進行遠洋決戰而都在近海範圍內活動，配合岸上設施形成威攝的防禦優勢，屬於守勢。
由於火炮時代的射程極度有限，要塞舰队的活動範圍非常狹小。

## 實例
日俄战争时旅顺舰队是要塞舰队的典型代表。其牵制了联合舰队在旅顺口外对其进行了几乎一年的围攻战，不敢主動進入攻擊。
甲午戰爭於黃海海戰後，李鴻章令艦隊以要塞艦隊形式停泊威海衛不出，以牽制日本方面的聯合艦隊。
21世紀後岸基飛彈長足發展達到百公里射程，尤其中國解放軍宣布服役了世界上第一種反艦彈道導彈，射程高達2000公里以上，日本外交學者雜誌就提出理論，认为中國是在利用新型要塞舰队戰術，只要在岸上超遠程火力之內，一支小得多的海軍就能嚇阻西方艦隊不敢進入中國近海作戰。